# Gisela Graupner
Gisela Graupner (* 30. Juni 1927 in Leipzig; † 29. Juni 2010 in Berlin) war eine deutsche Schauspielerin.

## Leben
Graupner wurde 1927 als Tochter eines Kaufmanns geboren. In jungen Jahren nahm sie Tanzunterricht und spielte Theater in Schulaufführungen. Anschließend machte sie eine Schauspielausbildung und gab im Jahr 1946 ihr Bühnendebüt in Altenburg. Später spielte sie in weiteren Städten wie Dessau, Cottbus, Erfurt und 1953 in Berlin am Maxim-Gorki-Theater. 
Ab 1951 war sie mit dem Schauspieler Albert Zahn verheiratet. Aus dieser Ehe, die bis 1968 bestand, ging ein Sohn hervor. Ihre erste Filmrolle übernahm Graupner im Jahr 1955 im DEFA-Film Star mit fremden Federn; sie spielte eine Reporterin. Ab 1962 war sie meist freiberuflich tätig. Sie gab viele Chansonabende, synchronisierte Filme und spielte selbst in einigen Kino- und Fernsehfilmen mit. Ab den 1980er-Jahren arbeitete sie in der Senderegie des DDR-Fernsehens. Aufgrund einer Gesichtslähmung gab sie 1985 ihre Arbeit auf.

## Filmografie (Auswahl)
- 1955: Star mit fremden Federn
- 1956: Genesung
- 1958: Der Prozeß wird vertagt
- 1959: Verwirrung der Liebe
- 1961: Professor Mamlock
- 1963: Karbid und Sauerampfer
- 1965: Chronik eines Mordes
- 1966: Spur der Steine
- 1967: Brot und Rosen
- 1970: Jeder stirbt für sich allein (Fernsehfilm, 3 Teile)
- 1971: KLK an PTX – Die Rote Kapelle
- 1976: Polizeiruf 110: Der Fensterstecher (Fernsehreihe)
- 1977: Zweite Liebe – ehrenamtlich
- 1980: Unser Mann ist König (Fernsehserie, 4 Episoden)
- 1981: Polizeiruf 110: Glassplitter
- 1984: Polizeiruf 110: Schwere Jahre (2. Teil)
- 1989: Polizeiruf 110: Gestohlenes Glück

## Theater
- 1954: Gerhart Hauptmann: Der Biberpelz (Adelheid) – Regie: Werner Schulz-Wittan (Maxim-Gorki-Theater Berlin)